# Aneta Heliniak
Aneta Heliniak (ur. 7 sierpnia 1979) – polska lekkoatletka, która specjalizowała się w skoku o tyczce.
Podczas rozegranych w 1997 w Bydgoszczy mistrzostw Polski seniorów zdobyła brązowy medal z wynikiem 3,10 m.